# (36265) 1999 XV156
(36265) 1999 XV156 è un asteroide troiano di Giove del campo greco. Scoperto nel 1999, presenta un'orbita caratterizzata da un semiasse maggiore pari a 5,173880 UA e da un'eccentricità di 0,025474, inclinata di 6,097268° rispetto all'eclittica.